# Andrea Pfeifer
Andrea Pfeifer, née le 26 septembre 1957, est une cheffe d'entreprise allemande et une scientifique spécialiste en toxicologie et recherche sur le cancer cofondatrice en 2003 d'ACImmune,, société suisse spécialisée dans la lutte contre la maladie d'Alzheimer dont elle est la directrice générale.

## Biographie

### Scolarité
Andrea Pfeifer suit ses études dans une unité spéciale pour enfants présentant de grandes facilités. Elle obtient son baccalauréat à 17 ans et reçoit un prix pour ses bons résultats.
Elle est confrontée assez jeune à la maladie : lorsqu’elle a 11 ans, sa mère est diagnostiquée avec une maladie chronique et est dès lors régulièrement hospitalisée. Le jour de la remise de son baccalauréat, elle apprend que son père a fait un infarctus. Cette histoire familiale la pousse à s’intéresser aux maladies pour lesquelles aucun traitement n’est disponible.
Elle étudie à l’université de Wurtzbourg, où elle obtient un doctorat en pharmacie et toxicologie. Elle effectue son post-doctorat en biologie cellulaire et moléculaire au National Institutes of Health de Bethesda aux États-Unis.

### Carrière
Elle rejoint Nestlé en 1989 pour faire de  la recherche en technologie génétique. Elle est nommée cheffe du département de bio-science, puis du département des sciences du vivant. En 1998, elle devient la directrice du centre de recherche de Nestlé, où elle dirige plus de 600 personnes.
Parallèlement à ses activités professionnelles, elle est nommée en 1999 privat docent à la faculté de médecine de l'université de Lausanne et, en 2000, devient professeure à l’École polytechnique fédérale de Lausanne. Elle co-crée également le Nestlé Venture Capital Fund, un fonds de capital-risque destiné à soutenir des projets innovants doté de 100 millions d’euros.
En 2003, elle est approchée par un groupe de scientifiques, dont Claude Nicolau, chercheur en biophysique cellulaire et Jean-Marie Lehn, prix Nobel de chimie et spécialiste de la chimie supramoléculaire, qui voulaient créer une start-up.
C’est ainsi que naît en 2003 à Écublens l'entreprise ACImmune qui cherche à développer un traitement contre la maladie d'Alzheimer, notamment en s’attaquant à la formation de plaques amyloïdes, conduisant à la démence sénile. Les équipes de la start-up veulent également améliorer le diagnostic de la maladie afin de pouvoir la traiter le plus vite possible.
En 2003, elle est nommée présidente de Biotechmedinvest AG Investment Fund basé à Bâle.
Andrea Pfeifer est tutrice d'étudiantes du campus de l’EPFL.

## Prix et distinctions
- 2009 : « Technology Pioneer » par le WEF (World Economic Forum) [7].
- 2009 : prix « Entrepreneur of the Year », catégorie sciences de la vie, Ernst & Young[8].
- Élue parmi les 10 « top women in biotech » par Fierce Biotech [7]
- Prix BioAlps 2013 [9].
- 2012 : classée dans la liste des 300 personnes les plus influentes de Suisse par le magazine Bilan[10].